# 新疆铁道职业技术学院
43°52′38″N 87°33′05″E / 43.87709°N 87.55139°E

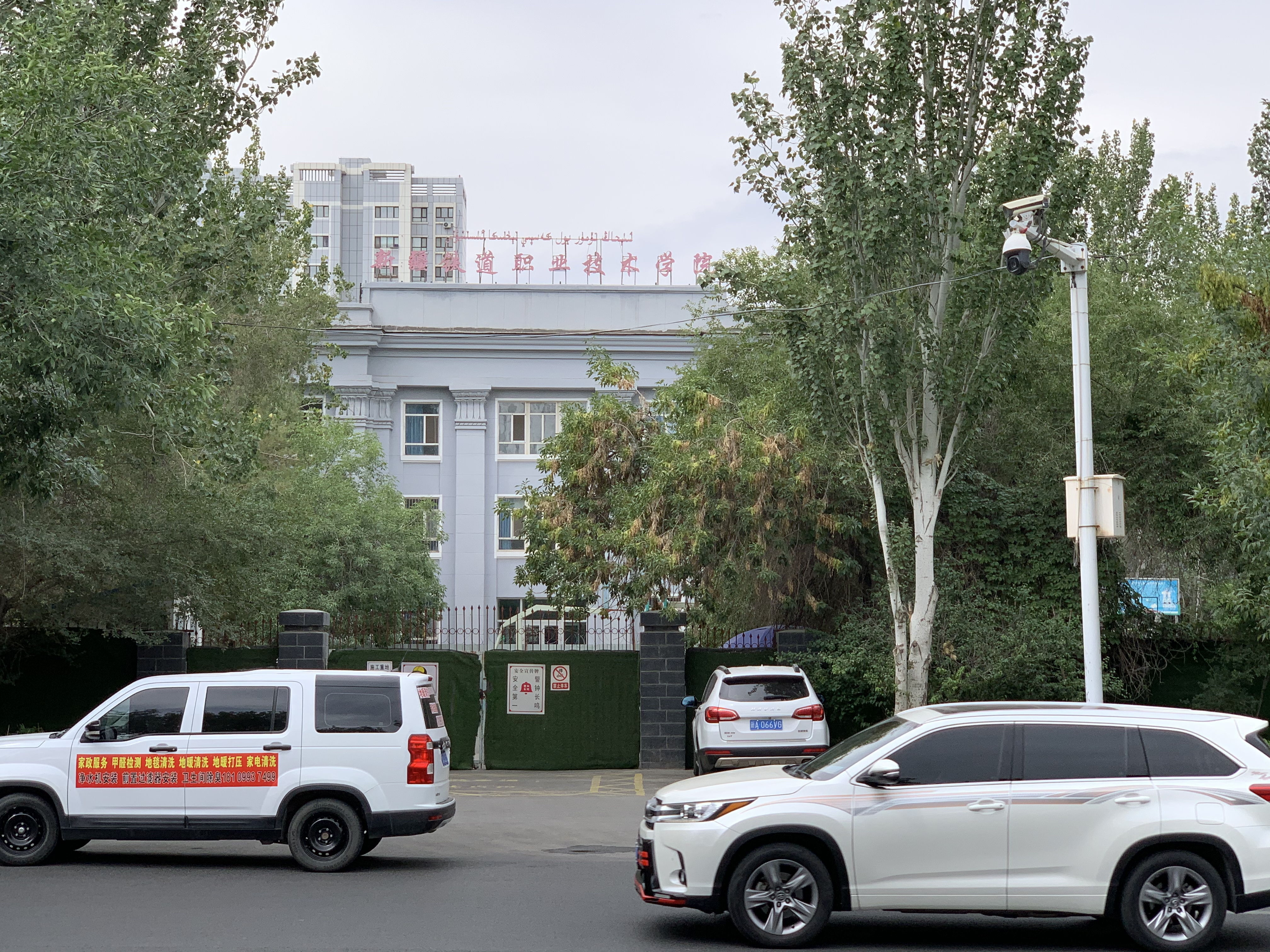
新疆铁道职业技术学院

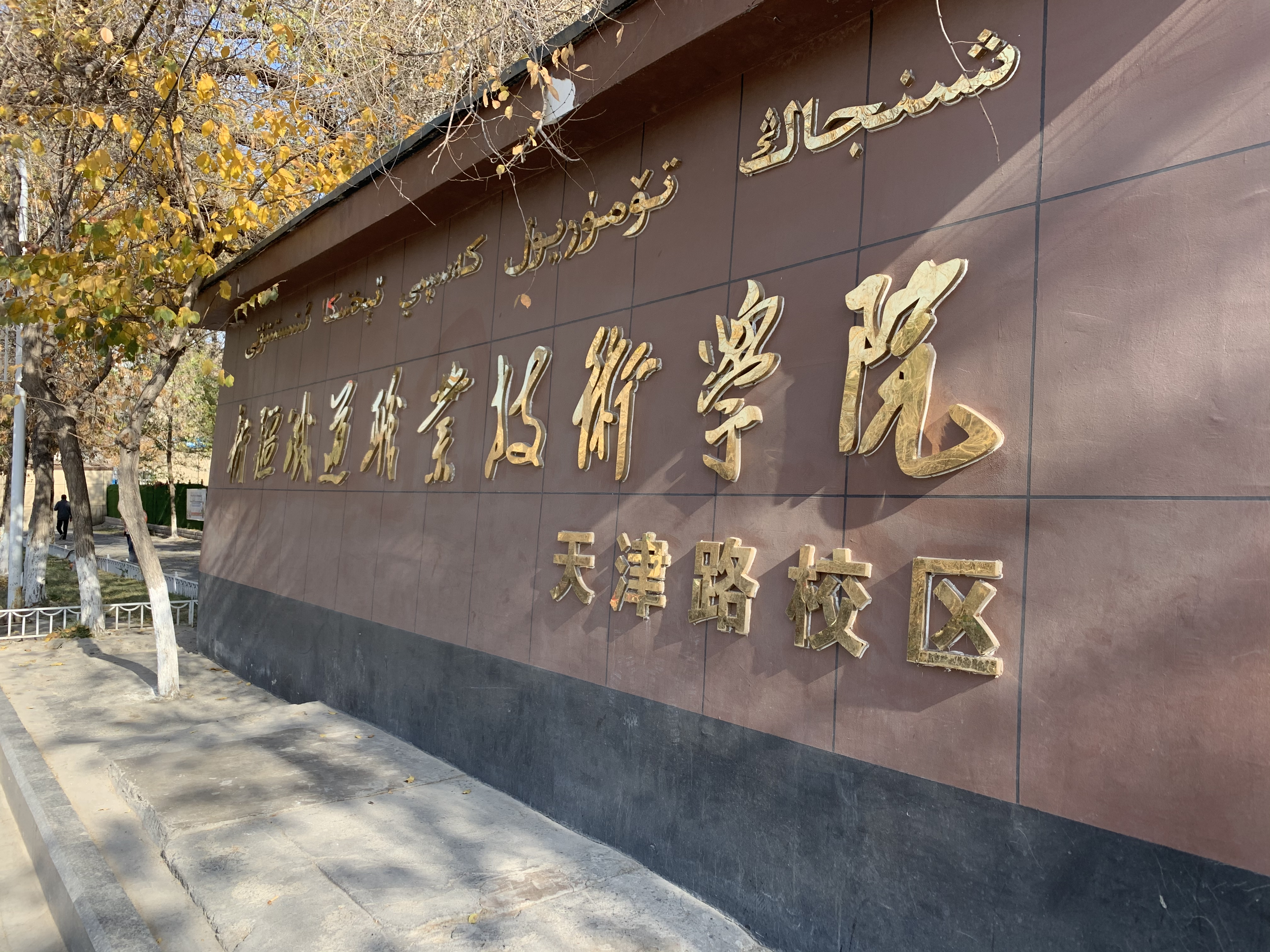
新疆铁道职业技术学院（天津路校区）

新疆铁道职业技术学院是位于中国新疆维吾尔自治区的一所普通大专院校。它建立于1985年。现有乌鲁木齐和哈密两个校区。

## 教学
学院开设专业17个，涵盖铁路、机电、汽修、涉煤和服务五个类别，建设有自治区级重点专业一个、校级重点专业五个。